# Endless Love (2014)
Endless Love ist ein US-amerikanisches Filmdrama von Shana Feste aus dem Jahr 2014. Der Film ist eine Neuverfilmung von Endlose Liebe (1981). Das Drehbuch schrieben Shana Feste und Joshua Safran anhand des gleichnamigen Romans von Scott Spencer. Die Hauptrollen in der Neuverfilmung übernahmen Alex Pettyfer und Gabriella Wilde. Der Film lief am 14. Februar 2014 in den US-amerikanischen Kinos an. Der deutsche Kinostart war der 27. März 2014.

## Handlung
Die junge, aber schüchterne Jade Butterfield macht ihren High-School-Abschluss. Jade stammt aus gutem Haus, aber seit dem Tod ihres Bruders Chris hat sie sich zurückgezogen und hat deswegen keine Freunde. Trotzdem wird sie aus der Ferne von David Elliot beobachtet, der seit Jahren in sie verliebt ist, aber nie den Mut aufbrachte, sie anzusprechen. Jade feiert ihren Abschluss mit ihren Eltern, Hugh und Anne, sowie ihrem Bruder Keith in einem luxuriösen Restaurant. In demselben arbeiten auch David und sein Kumpel Mace. Jade bittet David daraufhin in ihr Jahrbuch zu schreiben, während Mace ihn versucht zu überreden, sich mit seiner Exfreundin Jenny zu versöhnen, die ihn betrogen hat. Jade bittet ihre Eltern, dass sie eine Party zum Schulabschluss schmeißen darf. Ihr Vater ist zunächst skeptisch, lenkt dann aber ein. Sie fragt auch David, ob er kommen will. Er sagt zu. Außerdem überredet er Jade dazu, eine Spritztour mit dem Auto eines versnobten Gastes zu unternehmen. Nach der Tour kommt es zu einer Auseinandersetzung zwischen David und dem Gast, woraufhin David und Mace gefeuert werden.
Am Tag ihrer Party muss Jade erkennen, dass ihr Vater nur seine Freunde, die alle mittleren Alters sind, eingeladen hat. Als David kommt, erzählt dieser, dass alle bei der Abschluss-Party von Jenny sind. Doch er sorgt dafür, dass alle Party-Gäste zu Jade kommen, nachdem er bei der Polizei wegen angeblicher Lärmbeschwerde angerufen hat. Die Party wird ein großer Erfolg und Jade schließt neue Freundschaften. Jade und David kommen sich näher und schleichen – um endlich mal alleine zu sein – in einen Wandschrank, in dem sie sich zum ersten Mal küssen wollen. Doch Hugh durchkreuzt die Pläne, als er eine Rede hält und dabei seine Tochter an seiner Seite haben will. Als diese aus dem Wandschrank kommt, sind alle wie betäubt. Hugh, der den vielen Jugendlichen nicht traut, beendet die Party und fordert alle höflich zum Gehen auf. David entschuldigt sich bei Hugh für den ersten, schlechten Eindruck und macht ihm klar, dass er sich in Jade verliebt hat. Diese hört heimlich mit und läuft David nach, um ihm einen leidenschaftlichen Kuss zu geben, der den Beginn ihrer Romanze darstellt.
David, der nebenbei in der Werkstatt seines Vaters arbeitet, versucht, das alte Auto von Chris zu reparieren, da Jade ihm erzählt hat, dass für Hugh das Auto einen sentimentalen Wert hat. Im Gegenzug lädt Anne David zum Abendessen ein, an dem Hugh David verrät, dass Jade wegen eines Praktikums die Stadt bald verlassen wird. Außerdem fragt er David nach seinen Zukunftsplänen. David sagt, dass er nicht vor habe, aufs College zu gehen, obwohl er seine Prüfungen sehr gut bestanden hat. Er sei auf der Suche nach der wahren Liebe. Während Anne von seinen Worten beeindruckt ist, ist Hugh mit der Antwort unzufrieden, da er findet, dass Davids Ziel unrealistisch sei. Als David das Anwesen verlässt, wirft Jade ihm einen Papierflieger von ihrem Balkon aus zu und bittet ihn, wieder ins Haus zu kommen, wenn die Lichter aus sind. David schleicht sich später in das Haus, in dem Jade schon auf ihn wartet. Die beiden kommen sich körperlich näher und haben schließlich Sex miteinander.
David und Jade verbringen einen wunderschönen Monat zusammen, sehr zum Missfallen von Hugh, da Jade mehrere Treffen mit ihm abgesagt hat. Am Tag vor ihrer Abreise entscheidet sich Jade gegen das Praktikum, um mehr Zeit mit David zu verbringen.
Als Hugh davon erfährt, ist er wütend und gibt David die Schuld. Er beschließt mit seiner Frau Anne, seinem Sohn Keith sowie dessen Freundin Sabine und Jade die Ferien am Haus am See zu verbringen. Jade ist darüber nicht erfreut, da ihr Vater David nicht eingeladen hat, was sie schließlich nachholt. Zunächst ist Hugh darüber nicht erfreut, bis seine Frau ihm beichtet, dass sie froh sei, dass Jade seit dem Tod von Chris mal wieder glücklich sei. Hugh entschuldigt sich bei David. Dieser beschließt währenddessen, dass er aufs College gehen will und Anne bietet ihm daraufhin an, ein Empfehlungsschreiben, das seine Chancen auf eine Zulassung erhöht, zu schreiben. Am Abend veranstalten Jade, David, Anne, Keith und Sabine ein Feuerwerk. Als David Nachschub holen soll, sieht er Hugh, wie er seine Frau mit einer anderen Frau betrügt. Am nächsten Morgen nimmt Hugh David auf seinem Boot mit und schüchtert ihn ein, damit David nichts über die Affäre sagt, wenn dieser keine Schwierigkeiten bekommen will.
Eines Tages brechen David, Jade, Keith, Sabine, Mace und Jenny in einen Zoo ein, um Spaß zu haben. Als die Polizei auftaucht, lenkt David die Aufmerksamkeit auf sich, um die anderen zu retten, dabei wird er verhaftet. Jade bittet ihre Eltern, dass sie David aus dem Gefängnis holen, aber ihr Vater hat in der Zwischenzeit das Vorstrafenregister von David angefordert. Jade ist enttäuscht von ihrem Vater, geht aber seinen Handel ein, dass sie das Praktikum macht und dafür David freikommt. Als Hugh David befreit, fordert er, dass David die Romanze beendet. Als er David mit seinem Vater und seinen Vorstrafen provoziert, schlägt dieser zu. Mit einem blutigen Gesicht kehrt Hugh nach Hause zurück und erklärt seiner Frau und Tochter, dass David außer Kontrolle sei. Verzweifelt nach einer Erklärung suchend, konfrontiert Jade David mit ihrem Wissen. Sie wirft ihm vor, ein Feigling zu sein und nicht bereit, für ihre Beziehung zu kämpfen. Jade steigt in ihr Auto und fährt weg. David beschließt, ihr nachzulaufen und sieht, wie Jade einen Autounfall baut. Im Krankenhaus nimmt Hugh Davids Vater zur Seite, gibt ihm eine einstweilige Verfügung und verlangt, dass David von Jade fernbleibt. Nachdem Jade aufgewacht ist und nur leichte Verletzungen erlitten hat, will sie David sehen. Sie will ihn zuhause besuchen, aber sein Vater lässt dies wegen der einstweiligen Verfügung nicht zu, da er nicht will, dass sein Sohn im Gefängnis landet.
Monate später: Jade ist an der Brown, während David in der Stadt geblieben ist. Beide versuchen, ein neues Leben zu beginnen, aber sie schaffen es nicht und sind unglücklich. David trifft eines Tages Anne in einer Buchhandlung. Anne hilft ihm, Jade am Flughafen abzufangen, da sie erkennt, dass David nach wie vor in ihre Tochter verliebt ist. Sie stellt außerdem Hugh zur Rede, da sie erfahren hat, dass er David mit Absicht sabotiert hat und ihm somit die Chance auf eine Hochschule verwehrt hat. Inzwischen haben David und Jade wieder zueinander gefunden und beschließen, gemeinsam zu fliehen. Bei der Ankunft zu Hause kommt es zwischen Hugh und Keith zu einer Auseinandersetzung, da Keith im Zimmer von Chris Musik gehört hat. Keith und seine Freundin verlassen das Anwesen und auch Anne beschließt, mit ihnen zu gehen, da sie genug von Hugh hat. Jade hat auch genug und erzählt ihrem Vater, dass sie ihr Leben so leben will, wie sie es will und mit David zusammen sein will. Als Hugh erkennt, dass Jade und David abhauen wollen, geht er mit einem Baseballschläger auf ihn los. Seine Tochter schafft es gerade noch, ihn davon abzuhalten. Hugh zieht sich zurück und erkennt, dass er alles verloren hat. Als er sieht, dass Chris Zimmer in Flammen steht, versucht er alles, um die Erinnerungen zu retten. Als Jade und David das Anwesen verlassen wollen, sehen sie, dass das Haus in Flammen steht. David eilt ihm zu Hilfe, verliert dabei jedoch sein Bewusstsein. Hugh sieht ihn und rettet ihn, wobei er Chris Sachen loslässt. Dabei söhnen sich die beiden aus.
Wenig später haben sich Hugh und Anne getrennt. Hugh bringt seine Tochter Jade zum Flughafen, die mit David ein neues Leben beginnen will. Die beiden fliegen zu Keith und Sabine, die in Kalifornien heimlich heiraten. Der Film endet, als die vier am Strand sitzen und jeder von ihnen sicher ist, dass es sich lohnt, für die erste Liebe zu kämpfen.

## Hintergrund
Im August 2012 gab Universal Studios bekannt, dass man an einer Neuverfilmung des 1981 erschienenen Filmdramas Endlose Liebe (Originaltitel: Endless Love) arbeitet. Als Produzenten konnten Josh Schwartz und Stephanie Savage engagiert werden. Produziert wurde der Film von den Studios Bluegrass Films und Fake Empire Productions. Universal Pictures vertrieb den Film weltweit. Für die Hauptrollen sprachen Brenton Thwaites, Sarah Bolger und Olivia Cooke vor. Im März 2013 besetzte man die Hauptrollen schließlich mit Alex Pettyfer und Gabriella Wilde. Weitere Hauptrollen konnten sich Bruce Greenwood, Robert Patrick und Joely Richardson sichern.
Die Dreharbeiten fanden zwischen Mai und Juli 2013 hauptsächlich in Georgia statt. Als Kulissen dienten die Bezirke Fayette County und Butts County. Außerdem wurde am Lake Jackson sowie im Atlanta Botanical Garden gedreht.

## Synchronisation
Die deutsche Synchronisation entstand bei der Synchronfirma FFS Film- & Fernseh-Synchron GmbH in Berlin nach einem Dialogbuch von Nana Spier, die auch die Dialogregie übernahm.
| Rolle             | Darsteller       | Deutsche Sprecher  |
| ----------------- | ---------------- | ------------------ |
| David Elliot      | Alex Pettyfer    | Patrick Roche      |
| Jade Butterfield  | Gabriella Wilde  | Kristina Tietz     |
| Hugh Butterfield  | Bruce Greenwood  | Frank Röth         |
| Anne Butterfield  | Joely Richardson | Christin Marquitan |
| Keith Butterfield | Rhys Wakefield   | Roman Wolko        |
| Charlie           | Joey Nappo       | Benjamin Stöwe     |

## Rezeption

### Kritiken
„Im Grunde wirkt Pettyfer zu erwachsen für diese Rolle, kompensiert das aber mit Charme, während Wilde die vom Drehbuch vorgegebene Profilanforderung eines süßen Engels mühelos meistert. Dieses attraktive Paar ist der Hauptköder für das junge Zielpublikum, das in dem Plädoyer für die Priorität der Liebe, vom Konflikt mit dem dominanten Vater abgesehen, nur mit wenigen Irritationen konfrontiert wird. Dafür wird aufgeboten, was Genre-erfahrenen Produzenten wie Josh Schwartz (‚Gossip Girl‘) romantisch unverzichtbar scheint. Vom scheuen Kaminsex, über leidenschaftliche Geständnisse und Opferhandlungen, bis hin zu einer Fülle von sensitiven Songs, die die Traumzeiterfahrung für die Teens über den Kinobesuch hinaus konservieren.“

„“Endless Love” ist der Vorlage weniger treu als die Version mit Brooke Shields, aber er ist ein weitaus besserer Film.“

„Der Film bietet Schönheit personifiziert von Pettyfer und Wilde, während sie in verschiedensten Variationen des Ausziehens posieren und das als Ersatz für Schauspielern darstellen. No-Go.“

### Erfolg
Bei Produktionskosten von 20 Millionen US-Dollar spielte der Film bis zum 17. April 2014 etwa 32,75 Millionen US-Dollar wieder ein.